# 下三叉河橋
台鐵下三叉河橋是位於台灣苗栗縣西湖溪上的一座鐵路橋樑，連接苗栗縣後龍鎮龍港車站與通霄鎮白沙屯車站，1988～1990年於舊橋上游側重建新橋。

## 沿革與設計

### 第一代橋
海線鐵路後龍～公司藔（今龍港站）～白沙屯～新埔～通霄～苑裡間路段自1920年5月開工興建，其中公司藔（今龍港站）至白沙屯間跨越西湖溪的「下三叉河橋」，原本設計為每孔跨度19.2公尺的上承式鋼鈑梁橋9孔，橋墩沉箱深度9公尺，但為防範洪水氾濫侵襲橋梁，變更設計為12孔鋼鈑梁橋，於1920年11月動工，1922年完工，並隨著海線鐵路於同年10月11日全線通車而啟用。
戰後第一代橋因靠近海邊，鋼梁鏽蝕，自1950年2月4日起抽換鋼梁。另本橋於1959年八七水災時，遭洪水沖毀橋梁北方（龍港站方向）3孔橋墩，鋼梁流失，台鐵局自同年10月下旬起重建該3孔橋墩並再增建1孔，變為13孔橋，全長257.2公尺，於隔年6月7日完成。
由於下三叉河橋位於海口，橋墩橋台受海水侵蝕，風化嚴重且已龜裂，復因建造時期植根不深，歷年迭經水流沖刷覆土更淺，所以在1983年加固P4～P9以及P12號橋墩，並抽換鋼梁7孔，以維持行車。
1978年6月1日，包含第一代橋在內的海線鐵路完成電氣化接電試車，本橋增設電車線電桿等設備。

### 第二代橋
日本時代後期及戰後，台鐵局陸續改建或補強老舊鐵路橋梁，並自1980年代起，大規模重建舊橋，除了已完成重建者之外，計羅列出29座橋梁，分別納入「鐵路沿線老舊橋梁重建工程」及「五大橋梁重建工程」兩項計畫。其中龍港站至白沙屯站間的下三叉河橋改建，屬於「鐵路沿線老舊橋梁重建工程」項目。新橋（第二代橋）建造於第一代橋上游側約40公尺處，由中華顧問工程司細部設計、行政院退除役官兵輔導委員會榮民工程處承包，下部結構為單圓柱懸臂式RC橋墩、基礎為直徑5.5公尺沉箱（深度20公尺），而上部結構則為簡支預力箱型梁，梁底規劃距河面8.6公尺，比第一代橋高出3.42公尺。
第二代橋全長297公尺，計15孔橋孔，每孔跨度19.8公尺，此外配合海線鐵路部分路段複線化，採複線橋梁設計。該橋自1988年4月4日開工，1990年12月15日完成東主正線通車並停用第一代橋，隔年（1991年）2月9日完成西主正線通車，隔日龍港站至白沙屯站間啟用雙單線中央控制行車制（CTC）行車。

## 近況
- 第一代橋：
  - 1990年停用後，台鐵立即拆除橋梁上部的鋼鈑梁。至於橋墩，考量橋梁位於西湖溪出海口，有小型漁船出入，因河川可能受海流或河流沖刷而改道，河面難以認定，如果依河床面拆除橋墩，唯恐河道變更及發生乾潮時有漁船進出，有發生觸礁的危險，因此保留橋墩至今。
  - 2017年起，經濟部水利署規劃「西湖溪整體環境營造計畫」，由苗栗縣政府發包執行，2018年2月3日舉行開工典禮。該計畫之後龍段分項工程，利用殘存的第一代橋橋墩，架設新的自行車景觀鋼橋，銜接西湖溪南北兩端既有的綠光海風自行車道，避免自行車愛好者繞行至台61線與汽機車爭道[15]。景觀橋2019年1月動工，以「捕蟹籠」構想設計，同年年底竣工，2020年6月10日由臺灣苗栗縣縣長徐耀昌剪綵啟用[16][17]。
- 第二代橋：現役中。因下三叉河橋位於西湖溪出海口，周邊有風力發電機矗立，易達性佳，攝影的構圖方式多樣化，因此成為熱門的攝影愛好者取材地點[18]。

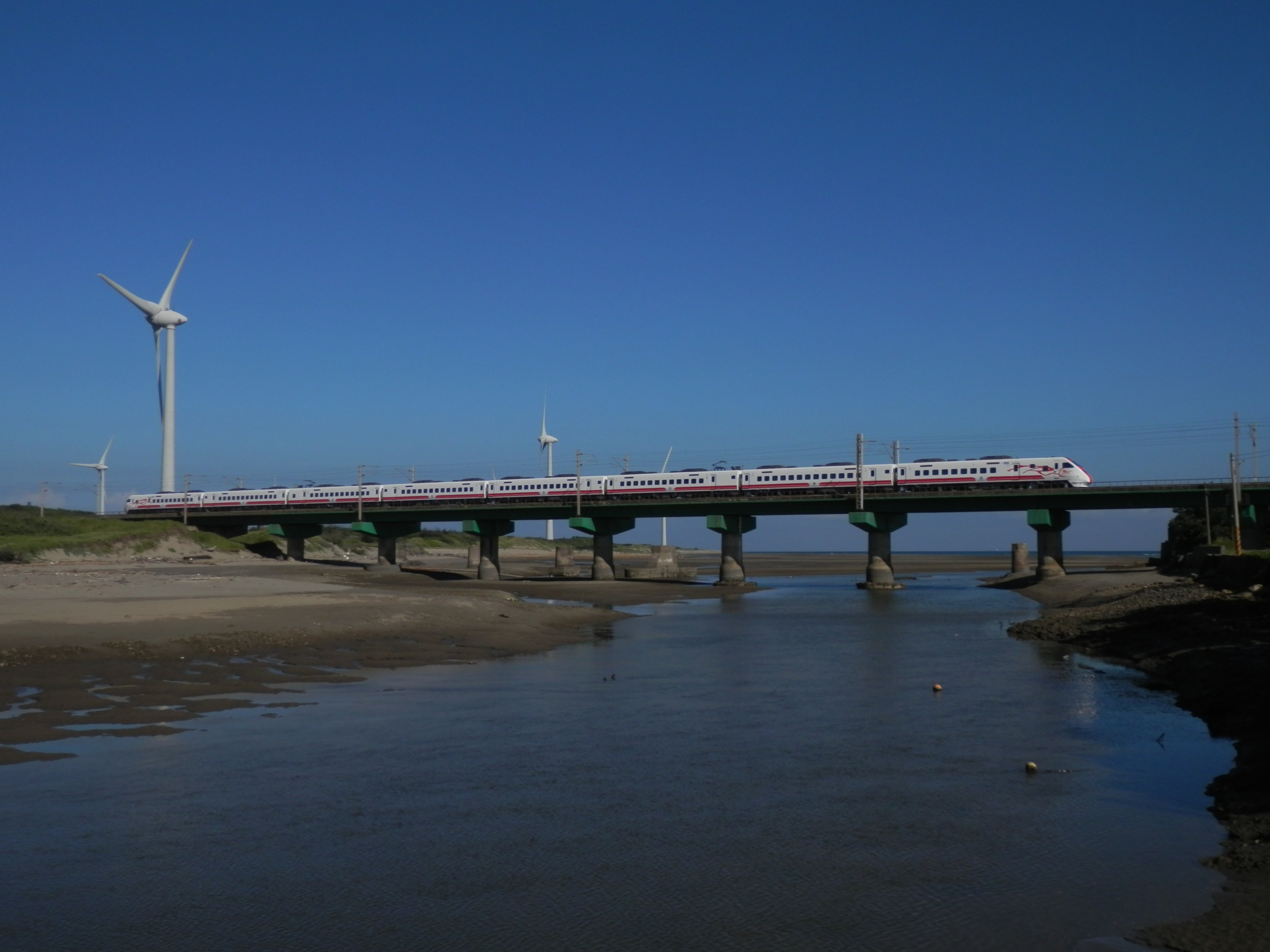
海線鐵路第二代下三叉河橋，1990年建造。
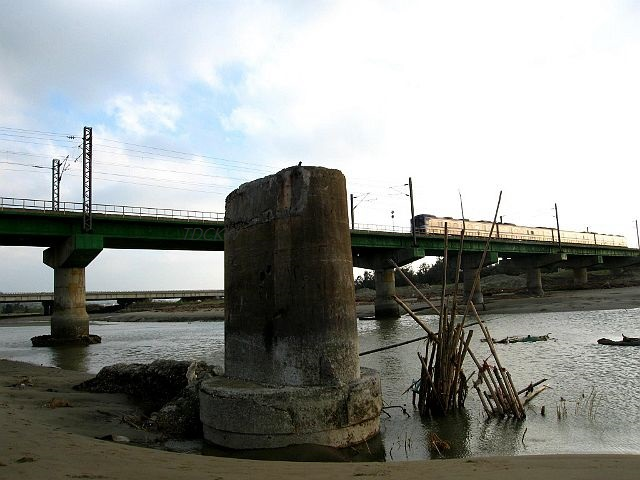
海線鐵路第一代下三叉河橋橋墩遺跡，政府已利用舊橋墩建設自行車景觀鋼橋。
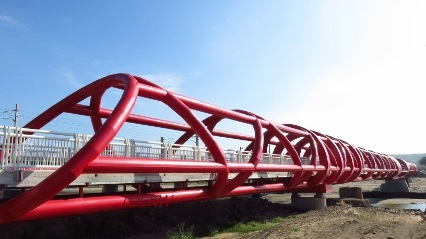
以第一代橋殘跡重建的「捕蟹籠」型自行車鋼橋。

## 其他紀事
- 由於下三叉河橋與龍港車站、下南勢坑溪橋、下後龍溪橋距離不遠，且橋梁改建時需一併完成後龍站至白沙屯北號誌站之間的複線化與鐵路線形調整，因此，工程單位一併實施下列改建工程：
  - 拆除日本時代大正年間所建的木造龍港站站房，於原舊站房南方約120公尺處新建新站房，並且調整月台位置。不過，二代下三叉河橋通車後大約半年，龍港站即在1991年6月22日停止售票，降等為無人招呼站，新站房重新佈置改為道班工房。
  - 重建後龍站至龍港站間下南勢坑溪橋（長118.8公尺）、下後龍溪橋（長534.6公尺）。[1]
- 第二代下三叉河橋完工後，台鐵以該橋位在三叉河（西湖溪流域）出海口上，「叉」是「義」字的簡筆，河名三叉，實則慕義，與地方人士的好義樂公行為類似，於是在二代橋北岸西主正線路基旁設置石碑，石碑北面以草書題「下三叉河橋」五字，而南面則題有「三叉揚義」四字，並另於碑座鑲上〈海線下三叉河橋重建紀要〉、歷年鐵路沿線老舊橋梁重建工程主要人員與殉職人員芳名等等，以茲紀念。[19]